# A. Kadir Özdemir
A. Kadir Özdemir (* 1977 in der Türkei) ist ein türkisch-deutscher Schriftsteller.

## Leben
Özdemir kam mit 12 Jahren nach Deutschland und wuchs in Braunschweig auf. Nach seinem Studium der Soziologie und Neueren Geschichte an der TU Braunschweig zog er nach Hamburg. Özdemir arbeitet als freier Schriftsteller und veröffentlichte drei Bücher zu den Themen Nationalismus, ethnische Konflikte und Verhältnis von Mehrheits- und Minderheitsgesellschaften.
Özdemir lehnt die Bezeichnung „Migrationshintergrund“ ab und tritt stattdessen für den Begriff „Migrationserbe“ ein. Da rund 42 Prozent der „Menschen mit Migrationshintergrund“ bereits seit ihrer Geburt die deutsche Staatsbürgerschaft haben und sie demnach kein Vorleben in einem vermeintlichen Herkunftsland hatten, erfasse dieser Terminus nicht mehr die Realität einer Einwanderungsgesellschaft. Der Begriff „Migrationserbe“ mache dagegen deutlich, dass selbst die neuen Einwanderer einen Raum voller vorbelasteter Debatten und Etikettierungen betreten und somit ihre gesellschaftliche Positionierung von den Narrativen seit der Arbeitsmigration der 1950er bis in die aktuellen Fluchtdebatten geprägt wird. Ähnlich wie Gender sei „Migrationshintergrund“ ein machtvolles gesellschaftliches Konstrukt und Stressfaktor „im Hamsterrad der Integrationsdebatten“ und sei längst zu einem Ausdruck des Ausschlusses, des negativen Sonderfalls geworden. Özdemir betont, dass die heutige Migrationsgesellschaft auf den Schultern der ersten Arbeitsmigrantengeneration steht, deren Leistungen bis heute wenig Anerkennung finden würden.
In seiner Kolumne #defragmentiert auf Migazin bespricht Özdemir den ebenfalls von ihm geprägten Terminus „Klassenzufriedenheit“. Die frühe ökonomische Unterschichtung der Arbeitsmigranten der ersten Generation, ihre symbolische Unterordnung hätte zu einer „weißen Klassenzufriedenheit“ geführt. Weißdeutsche würden bereits als Kleinkinder lernen, dass ihr Weißsein mit Privilegien verbunden ist, die so „natürlich“ erscheinen und deshalb nicht als Privilegien erkannt werden. Gleichzeitig würden sie den gesellschaftlichen Status von Menschen mit Migrationserbe, insbesondere von Schwarzen Deutschen, Türkisch-Deutschen, Kurdisch-Deutschen, Muslimisch-Deutschen beobachten, verbunden mit einem unterschwelligen Gefühl, dieser Gruppe überlegen zu sein. Der soziale Aufstieg der Folgegenerationen von Arbeitsmigranten und der Ruf nach Partizipation und Gleichbehandlung habe diese „Klassenzufriedenheit“ gefährdet und ein paradoxes Verhalten in weißdeutschen Gesellschaftsschichten ausgelöst.
Özdemirs erste Publikation wurde in eine Empfehlungsliste des Deutschen Bundestages aufgenommen.
Für seine künstlerischen Arbeiten wurde Özdemir mit dem Clinch Festival Award 2021 ausgezeichnet. 2022 ist Özdemir der Regionsschreiber der Kulturregion Aachen.

## Schriften
- Die Kurden – ein Volk in drei Nationen. Die Geschichte und Entwicklung des Kurdenkonflikts. Marburg 2006. Tectum-Verlag, ISBN 978-3-8288-9074-9.
- Tigersprung am Ganges: Indiens Wirtschaftswunder zwischen Neo-Faschismus und Bollywood. Marburg 2008. Tectum-Verlag, ISBN 978-3-8288-9752-6.
- Die Entstehung der bürgerlichen Frauenbewegung und ihre Rolle im Prozeß der weiblichen Emanzipation im 19. Jahrhundert. München 2008. Grin-Verlag.
- Öl, Wasser und Nationalismus – Studie zu den Kurden im Irak, Iran und der Türkei. München 2009. Grin-Verlag.
- Durchbohre Mich (Kurzgeschichte). mosaik – Zeitschrift für Literatur und Kultur, Heft 16/2015
- Kurdischer Obama? – Ein Bild hält uns gefangen, in: Migazin Online-Magazin, 2015[8]
- Weiße Rosen (Kurzgeschichte), in: Sebastian von Bomhard (Hrsg.): Was geht, wenn nichts mehr geht? Bobingen 2016, ISBN 978-3-944991-29-0.
- Webcam – im Zug von Hannover nach Hamburg (Kurzgeschichte), in: Cameo Magazin, Heft 03/2017
- „Bist du schwul oder bist du Flüchtling?“, in: Luise Hartwig | Gerald Mennen | Christian Schrapper (Hrsg.): Handbuch Soziale Arbeit mit geflüchteten Kindern und Familien. Weinheim Basel 2017, S. 414–420, ISBN 978-3-7799-3133-1.
- Ein intersektionaler Blick: Antirassistische und LSBTI-sensible Arbeit mit jungen Geflüchteten, in: Koch, Kolja (Hrsg.): kontext.flucht. Perspektiven für eine rassismuskritische Jugendarbeit mit jungen geflüchteten Menschen. Düsseldorf 2017, S. 34–38.
- Schutz von LSBTI-Geflüchteten: Leben zwischen Unsichtbarkeit und Anprangerung, in: Netzwerkprojekt AMBA (Hrsg.): Unterstützen, Beraten und Stärken. Das Netzwerk AMBA und die Aufnahme von Geflüchteten in Niedersachsen. Hannover 2018, S. 50–51.
- Zur Situation queerer Geflüchteter und der Arbeit der NVBF, in: Forschungsprojekt Gender, Flucht, Aufnahmepolitiken (Hrsg.): Wir wollen Sicherheit. Anregungen für eine gender- und fluchtsensible Praxis im Umgang mit geflüchteten Frauen*. Göttingen 2019, S. 71–74.
- Sprache, Macht und Diskursbestimmung in der Migrationsgesellschaft, in: Carolin Küppers, Bundesstiftung Magnus Hirschfeld (Hrsg.): Refugees & Queers. Forschung und Bildung an der Schnittstelle von LSBTTIQ, Fluchtmigration und Emanzipationspolitiken. Bielefeld 2019, S. 101–116, ISBN 978-3-8376-4211-7
- Die Ungetrösteten (Kurzgeschichte), in: Texte nach Hanau. Köln 2021. stolzeaugen.books Verlag, ISBN 978-3-949258-00-8
- Wir lassen uns nicht auseinanderdividieren! (Essay), in Display Magazin, Heft 125/2021
- Stille (Kurzgeschichte), in: tuerspion – MAGAZIN FÜR ALTERNATIVE PERSPEKTIVEN, Heft 02/2021
- One Community? Rassismus und Othering in queeren Strukturen, in: Nora Warrach (Hrsg.): Sexualitäten und Geschlechtsidentitäten in der Migrationsgesellschaft, Düsseldorf 2021, S. 78–81. ISSN 1616-6027
- Ich kann immer noch umkehren (Kurzgeschichte), in: Glitter Magazin, Heft 05/2021
- Bubbles (Kurzgeschichten), in: stadt.land.text – 10 literarische Perspektiven auf NRW, Greven 2022, S. 12–23, ISBN 978-3-00-073399-4